# Науково-дослідний інститут приватного права і підприємництва імені академіка Ф. Г. Бурчака
Науково-дослідний інститут приватного права і підприємництва імені академіка Ф. Г. Бурчака Національної академії правових наук України (НДІ приватного права ім. Ф. Г. Бурчака НАПрН України) — державна науково-дослідна установа, яка входить до складу Національної академії правових наук України всебічно вивчає і розробляє фундаментальні та прикладні теми правових досліджень з нагальних проблем приватного права і підприємництва, основною метою яких є формування нових теоретико-методологічних підходів до розуміння приватного права та правового забезпечення підприємництва в Україні в умовах правової держави.

## Головні завдання
Інститут створено з метою сприяння державним органам України у побудові демократичної, правової, соціальної держави, що відповідає розвитку громадянського суспільства, зростанню її науково-технічного і творчого потенціалу. Основними напрямами діяльності Інституту є проведення фундаментальних та прикладних наукових досліджень закономірностей приватноправових відносин, суті, змісту і джерел приватного права, його ролі і місця в правовій системі України, форм його реалізації і співвідношення з публічним правом у процесі правового забезпечення ринкової трансформації економіки, розроблення нових наукових напрямів та впровадження їх у практику.

## Історія Інституту
НДІ приватного права ім. Ф. Г. Бурчака НАПрН України від початку свого створення всебічно вивчає і розробляє фундаментальні та прикладні теми правових досліджень з нагальних проблем приватного права і підприємництва. Науковий пошук охоплює всі основні аспекти цих важливих і складних проблем. За цей час виконано значний обсяг науково-дослідницької праці. Результати проведених наукових досліджень знайшли своє практичне втілення у монографіях, науково-практичних посібниках, наукових статтях, коментарях до законів, а також проектах нормативно-правових актів, висновках і рекомендаціях, внесених до відповідних комітетів Верховної Ради України, Верховного Суду, Конституційного Суду України, органів державної влади та місцевого самоврядування в Києві та інших регіонах України.
1992 – Створення Центру досліджень проблем підприємництва і менеджменту Академії наук України. Його було створено на базі відділу правових проблем підприємництва Інституту держави і права ім. В. М. Корецького АН України (директор – Селіванов В. М.).
1996 – передання Центру досліджень проблем підприємництва і менеджменту у підпорядкування Академії правових наук України (директор – Селіванов В. М.).
1996 – Центр досліджень проблем підприємництва і менеджменту перетворено у Науково-дослідний інститут приватного права і підприємництва АПрН України (Свідоцтво про реєстрацію № 4, дата реєстрації 1 липня 1996 р, реєстраційний номер 753).
1999 – Науково-дослідному інституту приватного права і підприємництва АПрН України (керівник Костицький В. В.) підпорядковано Міжвідомчу лабораторію правового забезпечення розвитку науки і технології (керівник Крупчан Олександр Дмитрович) та Центр правової інформатики (керівник Швець М. Я.).
1999 – у Науково-дослідному інституті приватного права і підприємництва АПрН України відкрито аспірантуру із трьох спеціальностей (12.00.03; 12.00.04; 12.00.06).
2004 – утворення Лабораторії з проблем адаптації цивільного законодавства України до стандартів Європейського Союзу, також відома як Подільська лабораторія (керівник  Білоусов Ю. В.).
2005 – відповідно до наказу Вищої атестаційної комісії України № 573 від 16 грудня 2005 р. в Науково-дослідному інституті приватного права і підприємництва  Академії правових наук України утворено спеціалізовану вчену раду К 26.500.01 з правом прийняття до розгляду та проведення захистів дисертацій на здобуття наукового ступеня кандидата наук.
2008 – в Науково-дослідному інституті приватного права і підприємництва ім. академіка Ф. Г. Бурчака НАПрН України створено лабораторію проблем корпоративного права на базі Юридичного інституту Прикарпатського національного університету ім. Василя Стефаника (м. Івано-Франківськ)
2011 – Постановою президії  ВАК  України  від  31  травня  2011   р. № 4-06/5  створено в Науково-дослідному інституті приватного права і підприємництва   НАПрН   України   спеціалізовану   вчену   раду Д 26.500.01  із  правом  приймати  до розгляду та проводити захист дисертацій на здобуття наукового ступеня доктора (кандидата)  наук зі спеціальностей 12.00.03, 12.00.04.
2013 – Кабінет Міністрів України присвоїв ім‘я академіка Федора Глібовича Бурчака Науково-дослідному інституту приватного права і підприємництва Національної академії правових наук України.
2017 – Науково-дослідному інституту приватного права і підприємництва ім. академіка Ф. Г. Бурчака  НАПрН України видано ліцензію на підготовку здобувачів наукового ступеня доктора філософії за спеціальністю «081 Право»
У 2005–2012 рр. переважна більшість наукових досліджень була присвячена розробці сучасних методологічних підходів до розуміння приватного права. Отже, за цей період наукова діяльність була спрямована на: 1) розроблення фундаментальних та прикладних аспектів цивільного права та цивільного процесу; 2) визначення кола сучасних проблем договірних правовідносин; 3) розвиток сучасного житлового права; 4) дослідження актуальних питань господарського права; 5) сучасних тенденцій міжнародного приватного права в Україні та зарубіжних країнах.
Наукова діяльність у сфері методології приватного права спрямовувалась на вирішення проблем методологічного забезпечення приватного права як соціально-природного та юридичного явища, проблем взаємозв'язку приватного права і публічного в сучасних галузях права, а також проблем методології міжнародного приватного права. На шляху проведення таких досліджень значну увагу було приділено:
розробленню науково-обґрунтованої методології приватного права, спрямованої на реалізацію положень Цивільного кодексу України;
- дослідженню теоретико-методологічних засад та тенденцій розвитку приватного права відповідно до стандартів Європейського Союзу;
- формуванню механізму захисту прав та законних інтересів юридичних та фізичних осіб;
- розмежуванню понять приватного і публічного права;
- визначенню місця та ролі приватного і публічного права в сучасних галузях права;
- методологічним проблемам права інтелектуальної власності в Україні.

За час існування Інституту сформована власна цивілістична школа, яка організаційно оформилася у структурі зі створенням відділу проблем приватного права, який очолює д. ю. н., проф., академік НАПрН України Володимир Васильович Луць. Згуртувавши навколо себе науковців, у відділі створилася нова плеяда послідовників, які підготували та успішно захистили докторські дисертації.
Дослідження вчених Інституту присвячені загальним проблемам приватного права, у тому числі, в межах договірного, житлового та корпоративного та інших інститутів цивільного права. Пріоритетний напрямок наукового пошуку складає методологія приватного права, відповідно до чого було започатковано проведення юридичної Міжнародної науково-практичної конференції, присвяченої актуальним проблемам методології приватного права та методологічним засадам приватного права (2004, 2009 рр.).
Послідовність у визначенні тематики, методів і прийомів досліджень зберігається і вдосконалюється протягом всього періоду становлення та розвитку Інституту завдяки праці видатних вчених-юристів, насамперед, директорів установи Володимира Миколайовича Селіванова доктора юридичних наук, члена-кореспондента НАПрН України, Василя Васильовича Костицького доктора юридичних наук, професора, члена-кореспондента НАПрН України та Олександра Дмитровича Крупчана доктора юридичних наук, професора, академіка НАПрН України, а також класиків вітчизняної цивілістики докторів юридичних наук, які свого часу працювали в Інституті, академіків Опанаса Андроновича Підопригори та Михайла Йосиповича Штефана.
Вагомим напрямком діяльності школи є підготовка висококваліфікованих кадрів у галузі цивільного права. Інститутом створені всі умови для повноцінного навчання, публікування результатів дисертаційних досліджень у фаховому виданні Інституту («Приватне право і підприємництво») та винесення на розгляд спеціалізованого вченої ради, яка створена і функціонує в Інституті, своїх дисертаційних досліджень з цивільного права.

## Напрямки досліджень
Наукові школи Інституту забезпечують ефективне засвоєння і дослідження її вченими актуальних проблем з наукових напрямів. За нетривалий час свого існування вже сформовані власні покоління цивілістів, наукова робота яких характеризується значною кількість праць у формі фахових статей та монографій, наукових коментарів законодавства, широтою проблемно-тематичного функціонування, підтриманням традицій і цінностей, а також забезпеченням спадкоємностей.
Завдяки вірно обраним напрямам діяльності цивілістичної школи Інституту науковий колектив в подальшому планує проводити масштабні науково-практичні заходи із залученням широкого кола фахівців права, публікувати монографічні видання за тематикою досліджень, здійснювати підготовку науковців-правників, забезпечувати наукове супроводження законопроектів, надавати правові експертизи з метою просвіти населення України з питань приватноправового регулювання суспільних відносин.

## Структура Інституту
Науково-дослідні відділи:
Відділ проблем приватного права та процесу — очолює доктор юридичних наук, професор Бобрик Володимир Іванович.
Відділ правової взаємодії бізнесу та держави — очолює доктор юридичних наук, старший науковий співробітник Полюхович Валерій Іванович.
До струтктури входить: Лабораторія корпоративного права імені академіка Володимира Луця (м. Івано-Франківськ) — очолює кандидат юридичних наук, доцент, старший дослідник Сіщук Ліліана Василівна.
Відділ міжнародного приватного права — очолює доктор юридичних наук, старший науковий співробітник Володимир Іванович Король.
До структури входить: Лабораторія медичного права України та ЄС — очолює доктор юридичних наук, старший науковий співробітник Миронова Анатоліївна.
Відділ методології євроінтеграції приватного права — очолює доктор юридичних наук, професор Нагнибіда Володимир Іванович.
До структури входить: Лабораторія адаптації законодавства України до права ЄС — очолює кандидат юридичних наук, старший дослідник Попович Тетяна Григорівна.

## Дирекція
- Крупчан Олександр Дмитрович — директор;
- Махінчук Віталій Миколайович — заступник директора з наукової роботи;
- Бернацький Микита Віталійович — учений секретар;
- Винокурова Тетяна Сергіївна —заступник директора з загальних питань;
- Костюшко Катерина Миколаївна — головний бухгалтер.

## Спеціалізовані вчені ради
Склад спеціалізованої вченої ради Д 26.500.01 затверджено наказом Міністерства освіти і науки України від 23.12.2022 № 1166
1. Махінчук Віталій Миколайович (голова ради), спеціальність 12.00.03
2. Заіка Юрій Олександрович (заступник голови), спеціальність 12.00.03
3. Нагнибіда Володимир Іванович (заступник голови), спеціальність 12.00.04
4. Бобрик Володимир Іванович (учений секретар), спеціальність 12.00.03

Склад спеціалізованої вченої ради Д 26.500.02 затверджено наказом Міністерства освіти і науки України від 25.10.2023 № 1309
1. Олефір Віктор Іванович (голова ради), спеціальність 12.00.07
2. Миронова Галина Анатоліївна (заступник голови), спеціальність 12.00.01
3. Теремецький Владислав Іванович (заступник голови), спеціальність 12.00.07
4. Андрущенко Лілія Вікторівна (учений секретар), спеціальність 12.00.07

## Видання Інституту
Приватне право і підприємництво. Рік заснування: 1999. Проблематика: висвітлення широкого кола актуальних теоретико-методологічних та приватноправових питань, серед яких: фундаментальні та прикладні аспекти цивільного права та цивільного процесу; питання договірних правовідносин; розвиток сучасного житлового права; актуальні питання господарського права та сучасні тенденції міжнародного приватного права в Україні та зарубіжних країнах.
Свідоцтво про державну реєстрацію: КВ № 3926 від 29.12.1999; фахова реєстрація у ВАК України: Постанова № 3-05/11 від 15.12.2004. http://ppp-journal.kiev.ua/
Науково-дослідний інститут приватного права і підприємництва імені академіка Ф. Г. Бурчака НАПрН України є засновником електронного наукового журналу Ius Privatum (legal doctrine and practice/правова доктрина і практика). https://iusprivatumjournal.online/